# Entombed (album)
Entombed je kompilacija švedskog death metal-sastava Entombed. Diskografska kuća Earache Records objavila ga je 25. travnja 1997.

## Popis pjesama
| 1.    | »Out of Hand«                                       | 3:06 |
| 2.    | »God of Thunder« (obrada Kissa)                     | 4:40 |
| 3.    | »Black Breath« (obrada Repulsiona)                  | 2:29 |
| 4.    | »Stranger Aeons«                                    | 3:27 |
| 5.    | »Dusk«                                              | 2:42 |
| 6.    | »Shreds of Flesh«                                   | 2:04 |
| 7.    | »Crawl«                                             | 5:30 |
| 8.    | »Forsaken«                                          | 3:50 |
| 9.    | »Bitter Loss«                                       | 3:55 |
| 10.   | »Night if the Vampire« (obrada Rokyja Ericksona)    | 4:59 |
| 11.   | »State of Emergency« (obrada Stiff Little Fingersa) | 2:35 |
| 12.   | »Vandal X« (obrada Unsanea)                         | 7:40 |
| 46:57 |                                                     |      |

- Pjesme 1. – 3. su s singla Out of Hand.
- Pjesme 4. – 6. su s EP-a Stranger Aeons.
- Pjesme 7. – 9. su s EP-a Crawl.
- Pjesma 10. je s split albuma Night of the Vampire sa skupinom The New Bomb Turks.

## Zasluge
Entombed
- Nicke Andersson – bubnjevi, gitara
- U Cederlund – gitara, tamburin
- Alx Hellid – gitara
- L-G Petrov – vokal
- Lars Rosenberg – bas-gitara

Ostalo osoblje
- Antz White – grafički dizajn
- Noel Summerville – mastering
- Tomas Skogsberg – produkcija